# 게이세이 히키후네역
게이세이히키후네역(일본어: 京成曳舟駅)은 일본 도쿄도 스미다구에 위치한 게이세이 전철 오시아게 선의 철도역이다. 역 번호는 KS 46이며, 상대식 승강장 2면 2선의 구조를 갖춘 고가역이다.

## 타는 곳
| 1 | 오시아게 선 | 상행 | 닛포리 ・ 도영 아사쿠사 선 ・ 게이큐 선 방면                   |
| 2 | 오시아게 선 | 하행 | 후나바시 · 지바 · 나리타 공항 · 가나마치 · 인바니혼이다이 방면 |

## 이용 현황
| 연도   | 1일 평균 하차 인원 | 1일 평균 승차 인원 |
| ------ | ------------------ | ------------------ |
| 1990년 |                    | 10,721             |
| 1991년 |                    | 10,328             |
| 1992년 |                    | 10,334             |
| 1993년 |                    | 10,175             |
| 1994년 |                    | 10,195             |
| 1995년 |                    | 10,443             |
| 1996년 |                    | 10,364             |
| 1997년 |                    | 10,290             |
| 1998년 |                    | 9,844              |
| 1999년 |                    | 9,486              |
| 2000년 |                    | 9,285              |
| 2001년 |                    | 9,422              |
| 2002년 |                    | 9,368              |
| 2003년 | 18,372             | 9,265              |
| 2004년 | 17,681             | 9,033              |
| 2005년 | 17,452             | 8,893              |
| 2006년 | 17,339             | 8,852              |
| 2007년 | 17,620             | 9,016              |
| 2008년 | 17,696             | 9,016              |
| 2009년 | 18,049             | 9,191              |
| 2010년 | 18,444             | 9,375              |
| 2011년 | 17,913             | 9,115              |
| 2012년 | 18,183             | 9,241              |
| 2013년 | 18,306             | 9,277              |
| 2014년 | 18,111             | 9,148              |

## 역 주변
- 도부 철도 이세사키 선 · 가메이도 선 히키후네 역
- 히키후네 문화 센터

## 인접 역
| 게이세이 전철 오시아게 선    | 게이세이 전철 오시아게 선 | 게이세이 전철 오시아게 선 |
| ---------------------------- | ------------------------- | ------------------------- |
| KS 45 오시아게 오시아게 방면 | 오시아게 선               | 야히로 KS 47 아오토 방면  |